# Старая Бавария

Красным на карте отмечена территория Старой Баварии

Старая Бавария (нем. Altbayern, бавар. Oidbayern) — обозначение старейших частей Баварии, включающих Верхнюю Баварию, Нижнюю Баварию, Верхний Пфальц, а также части Швабии и Верхней Франконии. Ранее Старая Бавария называлась Курбайерн (нем. Kurbayern), после образования Баварского курфюршества. В Старой Баварии распространён баварский диалект (нем. Bairisch).

## Демаркация
Старая Бавария включает в себя три баварских административных региона: Верхнюю Баварию, Нижнюю Баварию и Верхний Пфальц, а также некоторые прилегающие территории.
Баварский диалект (нем. Bairisch) является самым распространённым на территории Старой Баварии. Демаркация баварского языка на этой территории характеризуется его делением на три главные подгруппы: северобаварский, среднебаварский и южнобаварский диалекты.
До региональной реформы в 1972 году некоторые районы к востоку от Леха принадлежали Верхней Баварии и говорили на баварском диалекте.
В округах Вайльхайм-Шонгау и Ландсберг-ам-Лех говорят на баварском диалекте с сильным швабским влиянием (Lechrainerisch).
В Верхней Франконии, в районе Вунзиделя и Марктредвица, говорят на северобаварском диалекте, что характерно для культуры и языка Старой Баварии.

## История
До 1815 года неоднократно менялась национальная принадлежность территорий баварского культурного ареала. В то же время к Баварии присоединялись территории, не входившие в её культурную зону, такие как Пфальц в 1777 году, а после 1801 года Франкония и Швабия.
После Второй мировой войны, в соответствии с постановлением № 57 французского верховного командования, Бавария уступила Пфальц новообразованной земле Рейнланд-Пфальц.
Вскоре название Старая Бавария стало использоваться для обозначения частей государства, которые также входили в баварский культурный ареал.
Сегодня франконцы и швабы, проживающие в Баварии, не относятся к баварской нации.